# Seututie 381
Pour les articles homonymes, voir Route 381.
La route régionale 381 (finnois : Seututie 381) est une route régionale allant de Mäntyharju  jusqu'à Suomenniemi dans la commune de Mikkeli en Finlande.

## Description
La Seututie 381 est une route régionale de Savonie du Sud qui part de  Mäntyharju et va jusqu'à Suomenniemi dans la municipalité de Mikkeli après un parcours de 32 km.

## Parcours
- Mäntyharju
- Varpanen
- Rantti
- Kauria